# Curling-Weltmeisterschaft der Damen 1996

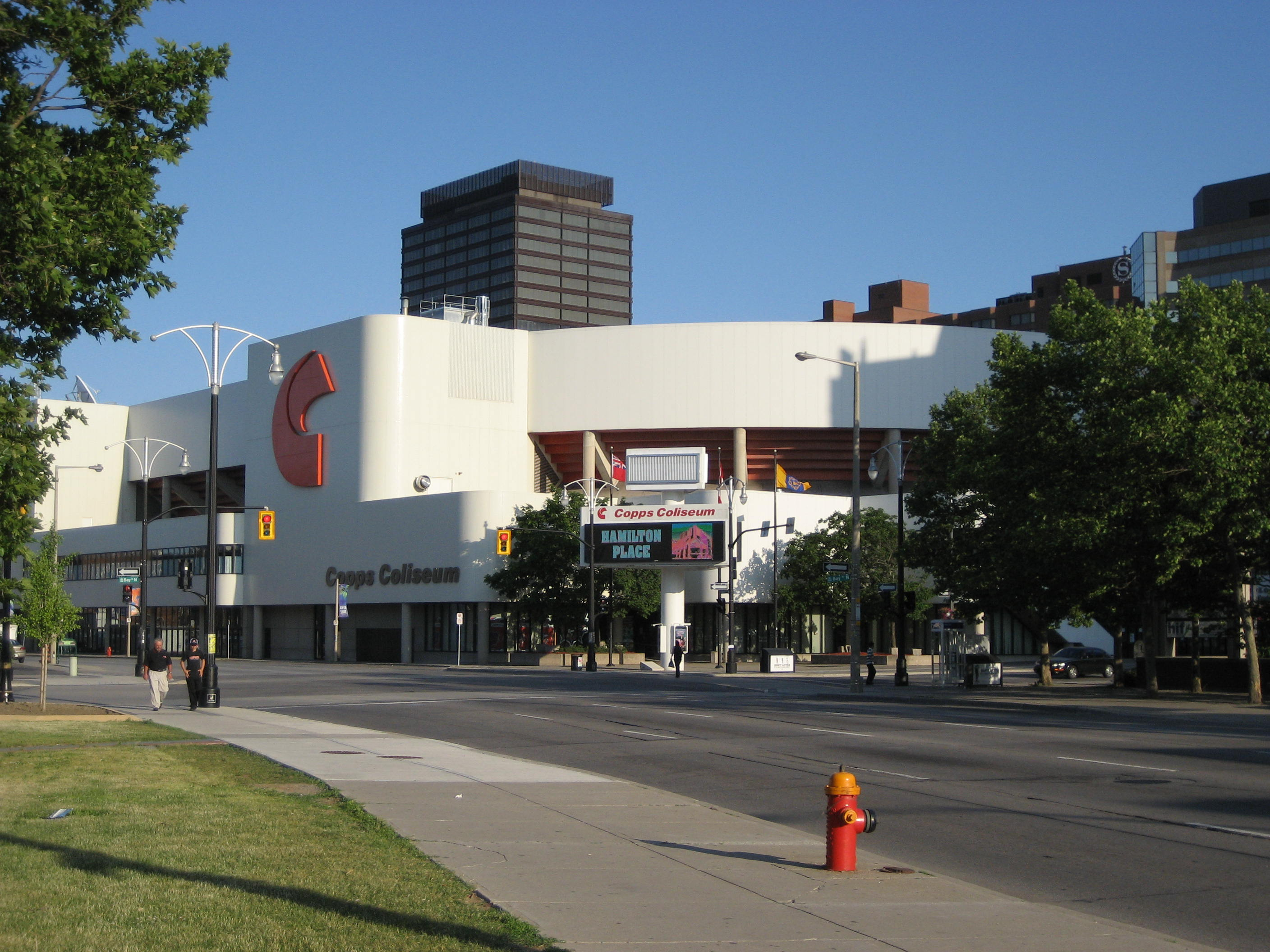
Das Copps Coliseum in Hamilton.

Die Curling-Weltmeisterschaft der Damen 1996 (offiziell: Ford World Women’s Curling Championship 1996) war die 18. Austragung der Welttitelkämpfe im Curling der Damen. Das Turnier wurde vom 23. bis 31. März des Jahres in der kanadischen Stadt Hamilton, Ontario, im Copps Coliseum ausgetragen.
Die Entscheidung über den Weltmeistertitel war diesmal eine Angelegenheit der Nordamerikanerinnen. Im Endspiel standen sich Kanada und die Vereinigten Staaten gegenüber. Nach neun Ends stand es 5:2 für die Ahornblätter. In einer Neuauflage des Spiels um Platz 3 vom Vorjahr holten sich die Norwegerinnen erneut gegen Deutschland die Bronzemedaille. 
Gespielt wurde ein Rundenturnier (Round Robin), was bedeutet, dass Jeder gegen jeden antritt. 

## Teilnehmende Nationen
| Dänemark | Deutschland | Finnland | Japan | Kanada |
| --- | --- | --- | --- | --- |
| Hvidovre CC, Hvidovre Skip: Dorthe Holm Third: Margit Pörtner Second: Helene Jensen Lead: Lisa Richardson                     | SC Riessersee, Garmisch-Partenkirchen Skip: Andrea Schöpp Third: Monika Wagner Second: Natalie Nessler Lead: Carina Meidele Ersatz: Heike Wieländer | Hyvinkää CC, Hyvinkää Skip: Jaana Jokela Third: Nina Pöllänen Second: Anne Eerikäinen Lead: Laura Franssila Ersatz: Tiina Tenkanen        | Tokoro Curling Association, Tokoro Skip: Ayako Ishigaki Third: Mayumi Ōkutsu Second: Yukari Kondō Lead: Yōko Mimura Ersatz: Akiko Katō       | St. Catharines CC, St. Catharines Skip: Marilyn Bodogh Third: Kim Gellard Second: Cori Beveridge Lead: Jane Hooper Perroud Ersatz: Lisa Savage |
| Norwegen | Schottland | Schweden | Schweiz | Vereinigte Staaten |
| Snarøen CC, Oslo Skip: Dordi Nordby Third: Marianne Haslum Second: Marianne Aspelin Lead: Kristin Løvseth Ersatz: Hanne Woods | Airleywight Ladies CC, Perth Skip: Kirsty Hay Third: Edith Loudon Second: Karen Addison Lead: Katie Loudon Ersatz: Claire Milne                     | Sundsvalls CK, Sundsvall Skip: Annette Jörnlind Third: Helen Edlund Second: Erika Westman Lead: Helene Jonsson Ersatz: Elisabet Gustafson | Lausanne-Nestlé CC, Lausanne Skip: Caroline Gruss Third: Corinne Anneler Second: Sylvie Meillaud Lead: Sahel Reiser Ersatz: Barbara Schenkel | Madison CC, Madison Skip: Lisa Schoeneberg Third: Erika Brown Second: Lori Mountford Lead: Allison Darragh Ersatz: Debbie Henry                |

## Tabelle der Round Robin
| Schlüssel | Schlüssel                       |
| --------- | ------------------------------- |
|           | Qualifiziert für das Halbfinale |

| Platz | Team               | Spiele | Siege | Ndlg. |
| ----- | ------------------ | ------ | ----- | ----- |
| 1.    | Kanada             | 9      | 8     | 1     |
| 2.    | Vereinigte Staaten | 9      | 7     | 2     |
| 3.    | Deutschland        | 9      | 6     | 3     |
| 4.    | Norwegen           | 9      | 5     | 4     |
| 5.    | Schottland         | 9      | 5     | 4     |
| 6.    | Japan              | 9      | 4     | 5     |
| 7.    | Dänemark           | 9      | 3     | 6     |
| 8.    | Schweden           | 9      | 3     | 6     |
| 9.    | Schweiz            | 9      | 3     | 6     |
| 10.   | Finnland           | 9      | 1     | 8     |

## Ergebnisse der Round Robin

### Runde 1
| Begegnung           | Resultat |
| ------------------- | -------- |
| Norwegen – Finnland | 7:6      |

| Begegnung            | Resultat |
| -------------------- | -------- |
| Kanada – Deutschland | 6:4      |

| Begegnung          | Resultat |
| ------------------ | -------- |
| Schweden – Schweiz | 4:7      |

| Begegnung                       | Resultat |
| ------------------------------- | -------- |
| Schottland – Vereinigte Staaten | 3:6      |

| Begegnung        | Resultat |
| ---------------- | -------- |
| Dänemark – Japan | 1:8      |

### Runde 2
| Begegnung                        | Resultat |
| -------------------------------- | -------- |
| Vereinigte Staaten – Deutschland | 7:6      |

| Begegnung        | Resultat |
| ---------------- | -------- |
| Japan – Schweden | 10:6     |

| Begegnung         | Resultat |
| ----------------- | -------- |
| Norwegen – Kanada | 4:8      |

| Begegnung          | Resultat |
| ------------------ | -------- |
| Schweiz – Dänemark | 4:5      |

| Begegnung             | Resultat |
| --------------------- | -------- |
| Finnland – Schottland | 2:12     |

### Runde 3
| Begegnung           | Resultat |
| ------------------- | -------- |
| Schweden – Norwegen | 4:6      |

| Begegnung            | Resultat |
| -------------------- | -------- |
| Schweiz – Schottland | 6:8      |

| Begegnung              | Resultat |
| ---------------------- | -------- |
| Deutschland – Dänemark | 3:11     |

| Begegnung        | Resultat |
| ---------------- | -------- |
| Japan – Finnland | 11:4     |

| Begegnung                   | Resultat |
| --------------------------- | -------- |
| Kanada – Vereinigte Staaten | 10:6     |

### Runde 4
| Begegnung         | Resultat |
| ----------------- | -------- |
| Finnland – Kanada | 5:8      |

| Begegnung           | Resultat |
| ------------------- | -------- |
| Dänemark – Norwegen | 7:2      |

| Begegnung                  | Resultat |
| -------------------------- | -------- |
| Vereinigte Staaten – Japan | 8:7      |

| Begegnung             | Resultat |
| --------------------- | -------- |
| Deutschland – Schweiz | 6:3      |

| Begegnung             | Resultat |
| --------------------- | -------- |
| Schottland – Schweden | 6:7      |

### Runde 5
| Begegnung       | Resultat |
| --------------- | -------- |
| Schweiz – Japan | 4:2      |

| Begegnung           | Resultat |
| ------------------- | -------- |
| Schottland – Kanada | 7:5      |

| Begegnung           | Resultat |
| ------------------- | -------- |
| Dänemark – Schweden | 1:8      |

| Begegnung                     | Resultat |
| ----------------------------- | -------- |
| Vereinigte Staaten – Norwegen | 4:6      |

| Begegnung              | Resultat |
| ---------------------- | -------- |
| Deutschland – Finnland | 7:5      |

### Runde 6
| Begegnung                     | Resultat |
| ----------------------------- | -------- |
| Dänemark – Vereinigte Staaten | 4:10     |

| Begegnung           | Resultat |
| ------------------- | -------- |
| Deutschland – Japan | 6:4      |

| Begegnung             | Resultat |
| --------------------- | -------- |
| Schottland – Norwegen | 5:9      |

| Begegnung           | Resultat |
| ------------------- | -------- |
| Finnland – Schweden | 3:10     |

| Begegnung        | Resultat |
| ---------------- | -------- |
| Schweiz – Kanada | 2:10     |

### Runde 7
| Begegnung                | Resultat |
| ------------------------ | -------- |
| Deutschland – Schottland | 10:7     |

| Begegnung                     | Resultat |
| ----------------------------- | -------- |
| Schweden – Vereinigte Staaten | 6:8      |

| Begegnung          | Resultat |
| ------------------ | -------- |
| Schweiz – Finnland | 8:7      |

| Begegnung         | Resultat |
| ----------------- | -------- |
| Dänemark – Kanada | 6:12     |

| Begegnung        | Resultat |
| ---------------- | -------- |
| Japan – Norwegen | 8:5      |

### Runde 8
| Begegnung         | Resultat |
| ----------------- | -------- |
| Kanada – Schweden | 8:6      |

| Begegnung           | Resultat |
| ------------------- | -------- |
| Finnland – Dänemark | 8:4      |

| Begegnung          | Resultat |
| ------------------ | -------- |
| Japan – Schottland | 7:8      |

| Begegnung              | Resultat |
| ---------------------- | -------- |
| Norwegen – Deutschland | 3:8      |

| Begegnung                    | Resultat |
| ---------------------------- | -------- |
| Vereinigte Staaten – Schweiz | 7:6      |

### Runde 9
| Begegnung             | Resultat |
| --------------------- | -------- |
| Schottland – Dänemark | 8:1      |

| Begegnung          | Resultat |
| ------------------ | -------- |
| Norwegen – Schweiz | 8:7      |

| Begegnung                     | Resultat |
| ----------------------------- | -------- |
| Finnland – Vereinigte Staaten | 2:12     |

| Begegnung      | Resultat |
| -------------- | -------- |
| Kanada – Japan | 8:3      |

| Begegnung              | Resultat |
| ---------------------- | -------- |
| Schweden – Deutschland | 5:7      |

## Tie-Breaker
| Begegnung             | Resultat |
| --------------------- | -------- |
| Schottland – Norwegen | 3:11     |

## Play-off

### Turnierbaum
|  | Halbfinale | Halbfinale         | Halbfinale |   |        | Finale                      | Finale                      | Finale                      |
|  |            |                    |            |   |        |                             |                             |                             |
|  |            |                    |            |   |        |                             |                             |                             |
|  | 1          | Kanada             | 6          |   |        |                             |                             |                             |
|  | 4          | Norwegen           | 5          |   |        |                             |                             |                             |
|  |            |                    |            | 1 | Kanada | 5                           |                             |                             |
|  |            |                    |            |   | 2      | Vereinigte Staaten          | 2                           |                             |
|  | 2          | Vereinigte Staaten | 8          |   |        |                             |                             |                             |
|  | 3          | Deutschland        | 2          |   |        | Spiel um die Bronzemedaille | Spiel um die Bronzemedaille | Spiel um die Bronzemedaille |
|  |            |                    |            |   |        | 4                           | Norwegen                    | 11                          |
|  | 3          | Deutschland        | 5          |   |        |                             |                             |                             |
|  |            |                    |            |   |        |                             |                             |                             |

### Halbfinale
| Begegnung         | Resultat |
| ----------------- | -------- |
| Kanada – Norwegen | 6:5      |

| Begegnung                        | Resultat |
| -------------------------------- | -------- |
| Vereinigte Staaten – Deutschland | 8:2      |

### Spiel um die Bronzemedaille
| Begegnung              | Resultat |
| ---------------------- | -------- |
| Norwegen – Deutschland | 11:5     |

### Finale
| Team               |  | 1 | 2 | 3 | 4 | 5 | 6 | 7 | 8 | 9 | 10 | Gesamt |
| ------------------ |  | - | - | - | - | - | - | - | - | - | -- | ------ |
| Kanada             |  | 0 | 0 | 1 | 1 | 0 | 1 | 1 | 0 | 1 | X  | 5      |
| Vereinigte Staaten |  | 1 | 0 | 0 | 0 | 0 | 0 | 0 | 1 | 0 | X  | 2      |

## Endstand
| Platz | Land               |
| ----- | ------------------ |
| 1     | Kanada             |
| 2     | Vereinigte Staaten |
| 3     | Norwegen           |
| 4     | Deutschland        |
| 5     | Schottland         |
| 6     | Japan              |
| 7     | Dänemark           |
| 8     | Schweden           |
| 9     | Schweiz            |
| 10    | Finnland           |